# 韓烈彪
韩烈彪（1851年-1915年），原名韩家䮖，字承斋。中国清朝广东合浦（廉州）大石屯人（现属广西壮族自治区北海市合浦县）。武進士出身，曾任蓝翎侍卫、湘潭守备、澧州營中軍守備、長沙都司。

## 生平
韩烈彪父韩湘（？-1892），号南溪，育有韩家骏、韩家骥、韩家骅、韩家骃，韩家驯，韩家䮖（韩烈彪）、韩家驣七个儿子，韩家䮖（韩烈彪）排行第六。
光绪七年辛巳（1881年），韩烈彪府县东教场考取武生，获一等武生员后，准送乡试。光绪八年壬午（1882年），秋初赴广东省城应试，至九月入围，揭晓中举人。光绪九年（1883年）赴京会试，获癸未科武殿试金榜第三十六名，赐第三甲同武进士出身，钦点蓝翎侍卫，官封六品，留值乾清宫。在京侍卫，历时四年。
光绪十三年（1887年），韩烈彪外放湖南任湘潭守备，官升五品。甫到任，展施宏猷，整饬治安，地方安谧，五谷丰登，当地人民载歌载舞。越两年，湘江水涨，白浪滔天，水位之高，为五十多年所仅见。粮食歉收，房屋坍塌，人民颠沛流离，灾情空前惨重。韩烈彪目睹惨状，夙夜匪懈，协助湘潭知府，赈济灾民，全心全意，力办善后。
光绪十八年（1892年）秋，韩烈彪奔父丧，三年服阕复任。
《澧县县志》载“光绪中叶，四川李承恩以武榜眼为澧营参将，韩烈彪以广东武进士为澧营守备。二人皆有儒将风。……庚子十一月,州署三堂火,郑牧丁忧,郭赛平不接事,赔款八百串修复。守备韩烈彪任其事,乃行移交。”
光绪二十八年十二月十五日（1903年 01月 13日）湖广总督湖北巡抚端方、湖南巡抚俞廉三、湖南提督娄云庆奏报朝廷（皇太后，军机处，兵部）“奏請准以湖南長沙協右營守備張漢與澧州營中軍守備韓烈彪對調”并获硃批。
后韩烈彪升任长沙都司（所载时间不准确），官封四品。在长沙仕宦十五年，比在湘潭任守备时，更加励精图治。恪遵法纪，唯勤唯谨，廉洁自守，自奉俭朴，从无贪污受贿情事。对部属兵丁，锐意操练，务求兵精将勇，保卫祖国。在韩烈彪五十生辰寿帐序文中，有“爱民如子，备受感戴”之句，可见其政绩之一斑。
宣统二年（1910年），韩烈彪倦于宦途，致仕荣归，十月返抵合浦（廉州）大石屯家门。
武昌起义，合浦响应。辛亥（1911年）九月二十八日（农历）廉州成立革命军政府。但驻城清军，反复无常，不服从革命军政府指挥，在起义军撤离之后，结伙抢劫，酿成“廉州爆街”大劫。合浦各界人士为了维持廉州劫后秩序，敦请韩烈彪出来坐镇。因韩烈彪解甲归来，为人刚直，地方上威望颇高，且反正清军，多来自湘中，他们深知韩烈彪治湘有年，对韩烈彪颇信仰。为了桑梓，韩烈彪义不容辞，慨然应诺。坐镇廉州之初，一面着手组织保卫团总局，一面召集清军千总、把总及地方团队领头会议，晓以保境安民大义，布置防守任务，于是动荡局面，赖以平息。其时省方派来徐维扬、李希白等人也适时到达合浦。韩烈彪才卸除职责，息影园林。
民国七年（1915年），韩烈彪病逝，享年六十有四，葬于合浦城郊车路塘。

## 家族
韩烈彪原配洪氏于民国十五（1926）年病殁，葬于合浦东山寺后，墓碑衔是诰封洪淑人。洪氏乃光绪辛卯年科武举人、灵山守备洪定扬之胞姐，廉州横街人氏。韩烈彪与洪氏育有韩学介（男），韩学铨（男），四姑（女）和韩学文（男），共三男一女。
韩烈彪在长沙任上所娶的潘氏，慈祥和善，侍奉洪氏殷勤周到，但无所出。

## 遺物
广东合浦（广西北海市合浦县）大石屯现存有清朝皇帝所赐牌匾“进士”二字。韩晖（1815-1885，又名韩昭，为韩烈彪叔父）墓前封诰碑刻录有清朝光绪皇帝于光绪五年和十五年两次对韩晖夫妇（韩晖和其夫人罗氏1813-1894）教育蓝翎侍卫韩烈彪有功而给予表彰和褒奖的诏书。大石屯还遗有韩烈彪练武所用石锁一尊。